# Ctenomys colburni
El tucu-tucu ventriblanco o tuco-tuco de Aysén (Ctenomys colburni) es una especie de roedor histricomorfo de la familia Ctenomyidae. Es endémica de Argentina y de Chile.